# East Wenatchee Bench
East Wenatchee Bench is een plaats (census-designated place) in de Amerikaanse staat Washington, en valt bestuurlijk gezien onder Douglas County.

## Demografie
Bij de volkstelling in 2000 werd het aantal inwoners vastgesteld op 13.658.

## Geografie
Volgens het United States Census Bureau beslaat de plaats een oppervlakte van
23,4 km², waarvan 21,8 km² land en 1,6 km² water.

## Plaatsen in de nabije omgeving
De onderstaande figuur toont nabijgelegen plaatsen in een straal van 8 km rond East Wenatchee Bench.